# Jukihiro Takahaši
Jukihiro Takahaši, japonsky 高橋 幸宏, anglickým přepisem Yukihiro Takahashi, (6. června 1952 – 11. ledna 2023) byl japonský hudebník. V první polovině sedmdesátých let působil v kapele Sadistic Mika Band. Po jejím rozpadu hrál spolu s několika dalšími členy skupiny Sadistic Mika Band v kapele The Sadistics. Své první sólové album nazvané Saravah! vydal v červnu roku 1978. Na desce hráli například Rjúiči Sakamoto a Haruomi Hosono, s nimiž v té době založil kapelu Yellow Magic Orchestra. S tou v pozdějších letech vydal několik alb a sám pokračoval i v sólové kariéře.